# 一族の物語
一族の物語（いちぞくのものがたり）は、ファミリー・サガ（英語: Family saga、「サガ」は物語を意味する古ノルド語の言葉からきた英語）とも呼ばれ、ある一族の複数代に関する歴史を追った物語で、文学作品の一ジャンルである。

## 一族の物語の例
- 『ブッデンブローク家の人々』（トーマス・マン）
- 『フォーサイト・サガ』（ジョン・ゴールズワージー）
- 『ある一族の物語の終わり』（ナーダシュ・ペーテル）
- 『ベネトンの世紀』（ジョナサン・マントル）
- 『大地』（パール・S・バック）
- 『平家物語』（著者不明）
- 『楡家の人びと』（北杜夫）
- 『血族』（山口瞳）
- 『青春の門』（五木寛之）

## 映画・テレビ
- 『ルーツ』
- 『西部開拓史』
- 『ゴッドファーザー Part I - II - III』
- 『北の国から』